# Paracuellos de Jarama
Paracuellos de Jarama település Spanyolországban, Madrid tartományban. Paracuellos de Jarama Ajalvir, Torrejón de Ardoz, San Fernando de Henares, Madrid, Alcobendas, San Sebastián de los Reyes, Cobeña és Barajas községekkel határos. Lakosainak száma 27 238 fő (2024).

## Népesség
A település népessége az utóbbi években az alábbiak szerint változott:
| Lakosok száma | 6334 | 7233 | 8572 | 14 329 | 19 882 | 21 718 | 23 905 | 25 269 | 26 450 | 27 238 |
|               | 2001 | 2004 | 2007 | 2009   | 2012   | 2014   | 2017   | 2019   | 2022   | 2024   |